# Sandra Jakovleff
Aleksandra Ievguénievna Iàkovleva, rus: Алекса́ндра Евге́ньевна Я́ковлева (nom artístic Sandra, rus: Сандра, 21 de març de 1889, Sant Petersburg, Imperi Rus - 31 de gener de 1979, París, França) fou una cantant d'òpera russa i francesa (soprano dramàtica) i professora de cant. A Occident hom la coneix habitualment com a Sandra Jakovleff, per la romanització francesa del seu cognom, tot i que també es pot trobar com a Jakovleva o Jacovleva. Era germana del pintor Alexandre Jacovleff.

## Biografia
Nasqué el 21 de març de 1889 a Sant Petersburg.
Es va graduar al Conservatori de Sant Petersburg en piano. A causa d'una lesió a la mà es va veure obligada a abandonar la carrera de pianista, però va poder iniciar una carrera com a cantant.
El 1915 va debutar com a Aida en l'òpera Aida de Giuseppe Verdi al Teatre Mariïnski.
En els anys 1917-1919 va ser solista de l'Òpera d'Odessa i després va tornar a Petrograd, on va reprendre les actuacions al Teatre Mariïnski.
Sandra Iàkovleva estava casada amb un oficial de l'exèrcit tsarista assassinat per mariners a Kronstadt. El 1923, Aleksandra va abandonar la Rússia soviètica, amb la seva mare i la seva filla de 15 anys, Sofia. Primer van arribar a Alemanya i a continuació, després de la mort de Sofia per meningitis, a França.
En els anys 1925-1929 va cantar en els teatres d'òpera de París (Òpera Garnier, on va fer el seu debut com a Aida), Montecarlo (Òpera de Montecarlo), Barcelona (va actuar al Gran Teatre del Liceu les temporades 1926-1927, 1928-1929 i 1931-1932) i Niça (Òpera de Niça).
Va donar concerts de manera activa. El 1925 va participar en el concert del príncep A. A. Obolensku a la Sala Érard (París). El mateix any, va cantar a les celebracions amb motiu del 5è aniversari del diari Poslédnie novosti rus: Последние новости ("Últimes notícies"). El 1926 actuà en concerts històrics de música russa. Va actuar en seccions de concerts a xerrades de literatura russa a la Universitat Popular de Rússia (1927), al Festival de Música de Rússia (1929) i altres.
De 1929 a 1932 va ser solista de l'òpera russa de París (Théâtre des Champs-Élysées, companyia de Maria Kuznetsova-Benois, més tard Aleksei Tsereteli), i va anar de gira amb aquesta companyia a Londres (1931) i Lió (òpera La llegenda de la ciutat invisible de Kítej - 1935). En 1933-1935 va cantar a l'òpera russa sota la direcció de M. E. Kaixuk.
Va actuar en l'escenari operístic i en concerts fins al 1941. El 1942 va participar en vetllades literàries i musicals.
Interpretà els papers de Nataixa (Russalka d'Aleksandr Dargomijski), Iaroslavna (El príncep Ígor d'Aleksandr Borodín, 1930, París), Marina Mniszek (Borís Godunov de Modest Mússorgski), Tamara (Demon d'Anton Rubinstein), Fevronia (La llegenda de la ciutat invisible de Kítej de Nikolai Rimski-Kórsakov), Tatiana (Eugeni Oneguin de Piotr Ilitx Txaikovski), Lisa (a La dama de piques de Txaikovski); Floria Tosca (Tosca de Giacomo Puccini), Santuzza (Cavalleria rusticana de Pietro Mascagni), Venus (Tannhäuser de Richard Wagner, Petrograd, 1923), Irena (Rienzi, de Richard Wagner, Petrograd, 1923), Isolda (Tristany i Isolda de Richard Wagner) i Brunilda (El crepuscle dels déus, de Richard Wagner).
Iàkovleva va actuar al costat d'artistes de la talla de Sófia Akimova, Pàvel Andréiev, Aleksandr Belianin, Gualtier Bosse, Maria Davídova, Ivan Ierxov, Mikhaïl Jitovski, Aleksandr Kabanov, Lidia Korotneva, Nikolai Nagatxevski, Aleksandr Oksanski, Georges Pozemkowsky (rus: Георгий Михайлович Поземковский), Platon Tsessévitx i Fiódor Xaliapin. Va cantar sota la direcció d'Emil Cooper, Daniïl Pokhitónov, Mikhaïl Xteinmann et al.
En els anys 1949-1979 fou professora de cant al Conservatori rus de París. Des del 1951 va dirigir actuacions a concerts dels seus estudiants del conservatori.
Fou membre del Consell d'Administració de la Societat Musical Russa a l'Exterior, rus: Российского музыкального общества за границей
Va morir el 31 de gener de 1979 a París, i va ser enterrada al cementiri del Père-Lachaise.

## Sandra Jakovleff i Fiódor Xaliapin
Segons la neboda de Sandra, Tatiana Iàkovleva (en la presentació que en fa el seu biògraf Iuri Tiurin), era la parella favorita de Fiódor Xaliapin. A la fi de la dècada del 1920, després de l'emigració de Rússia, Tatiana Iàkovleva va viure a París a la mateixa casa amb la seva àvia, l'oncle Alexandre Jacovleff i la seva tia Sandra Iàkovleva. Al mateix temps, va començar una aventura amb Vladímir Maiakovski que, a causa de la completa oposició ideològica entre els seus pares i Maiakovski, va ocultar als seus familiars ("Volódia era roig, nosaltres som blancs"). Per la mateixa raó, ella no va convidar Maiakovski a casa seva. Però a la mateixa casa, per a assajos amb un company, va venir Xaliapin, que va causar la gelosia de Maiakovski.
(Maiakovoski) no sabia que la meva tia Sandra era una cantant d'òpera professional. Era la parella favorita de Fiódor Ivànovitx Xaliapin. I aquest va venir a casa per assajar amb Sandra. I Volódia estava segur que, en major mesura, ell venia per mi, ja que era impossible no enamorar-se de mi. Un dia, quan jo acompanyava la meva tia en una gira per Espanya, Volódia em va seguir i, amagat darrere d'un fanal, va mirar si no estaria besant Xaliapin. Després d'assabentar-me d'això, em vaig burlar d'ell. Primer va aparèixer i després vam riure plegats.

## Família i llaços familiars
- Pares:
  - Pare - Ievgueni Aleksàndrovitx Iàkovlev (1857-1898), enginyer rus, inventor d'un motor de combustió interna nacional. Fundador i propietari de la primera planta russa de gas i querosè.
  - Mare - Sofia Petrovna Kuzmina (? -1939), matemàtica russa.
- Germans:
  - Aleksei Ievguénievitx Iàkovlev (després de l'emigració als Estats Units Alexis Jackson; 1881-1950, segons altres fonts 1964); arquitecte rus.
  - Alexandre Jacovleff (1887-1938), pintor i artista gràfic rus.
- Filla - Sofia. Morta als 15 anys, durant l'emigració amb la seva mare i àvia després de la Revolució d'Octubre. Va contraure meningitis en el camí de Sant Petersburg a Berlín.[2][3]
- Nebodes:
  - Tatiana Iàkovleva (1906-1991), dissenyadora de moda femenina francesa i estatunidenca. Artista-dissenyadora. Amant i destinatària de dos poemes d'amor de Vladímir Maiakovski en 1928-1929.
  - Liudmila Iàkovleva (1908-?), Ballarina francesa, actriu, model.
- Reneboda (l'única filla de Tatiana Iàkovleva) - Francine du Plessix Gray (1930-2019), escriptora estatunidenca.